# Luc Tardif
Pour les articles homonymes, voir Tardif.
Pour le fils de Luc Tardif, voir Luc Tardif Junior
Luc Tardif (né le 29 mars 1953 à Trois-Rivières) est un joueur de hockey sur glace professionnel, ayant notamment joué pour les Dragons de Rouen. Il est président de la Fédération internationale de hockey sur glace depuis septembre 2021 et a été un des éléments essentiels dans la séparation du hockey sur glace français avec le reste de la Fédération française des sports de glace.

## Palmarès
- Meilleur pointeur (trophée Charles-Ramsay) : 1979, 1980, 1981, 1983[3]

## Parenté dans le sport
Son fils Luc Tardif Junior est également joueur de hockey sur glace.

## Statistiques

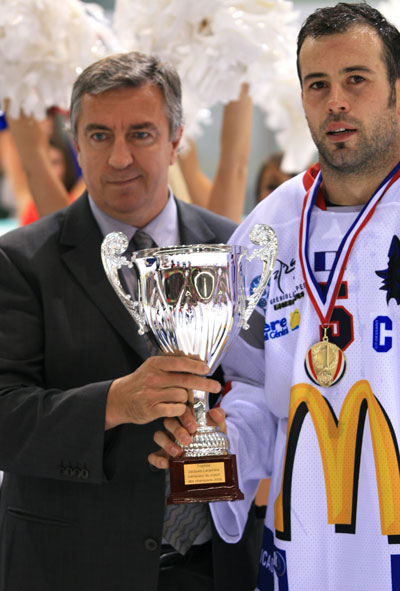
Luc Tardif remet le trophée Lacarrière à Baptiste Amar en 2008.

Pour les significations des abréviations, voir Statistiques du hockey sur glace.
| Saison    | Équipe                 | Ligue        |    | Saison régulière | Saison régulière | Saison régulière | Saison régulière | Saison régulière |   | Séries éliminatoires | Séries éliminatoires | Séries éliminatoires | Séries éliminatoires | Séries éliminatoires |
| Saison    | Équipe                 | Ligue        | PJ | B                | A                | Pts              | Pun              | PJ               | B | A                    | Pts                  | Pun                  |                      |                      |
| 1971-1972 | Ducs de Trois-Rivières | LHJMQ        | -  | -                | -                | -                | -                | 1                | 0 | 0                    | 0                    | 0                    |                      |                      |
| 1972-1973 | Ducs de Trois-Rivières | LHJMQ        | 8  | 0                | 5                | 5                | 0                | 3                | 0 | 1                    | 1                    | 0                    |                      |                      |
| 1975-1976 | RBIHSC Bruxelles       | Pays-Bas     | 18 | 43               | 22               | 65               | -                | -                | - | -                    | -                    | -                    |                      |                      |
| 1975-1976 | RBIHSC Bruxelles       | Belgique     | -  | 82               | 26               | 108              | -                | -                | - | -                    | -                    | -                    |                      |                      |
| 1976-1977 | RBIHSC Bruxelles       | Belgique     | -  | 25               | 12               | 37               | -                | -                | - | -                    | -                    | -                    |                      |                      |
| 1979-1980 | Chamois de Chamonix    | Nationale A  | -  | -                | -                | -                | -                | -                | - | -                    | -                    | -                    |                      |                      |
| 1980-1981 | Chamois de Chamonix    | Nationale A  | -  | 41               | 29               | 70               | -                | -                | - | -                    | -                    | -                    |                      |                      |
| 1982-1983 | Chamois de Chamonix    | Nationale A  | -  | -                | -                | -                | -                | -                | - | -                    | -                    | -                    |                      |                      |
| 1985-1986 | Dragons de Rouen       | Nationale 1A | 32 | 55               | 52               | 107              | 40               | -                | - | -                    | -                    | -                    |                      |                      |
| 1986-1987 | Dragons de Rouen       | Nationale 1A | 35 | 27               | 28               | 55               | 40               | -                | - | -                    | -                    | -                    |                      |                      |
| 1987-1988 | Dragons de Rouen       | Nationale 1A | 29 | 27               | 22               | 49               | 60               | -                | - | -                    | -                    | -                    |                      |                      |
| 1988-1989 | Léopards de Caen       | Nationale 1B | -  | -                | -                | -                | -                | -                | - | -                    | -                    | -                    |                      |                      |
| 1989-1990 | Dragons de Rouen       | Nationale 1A | 32 | 21               | 16               | 47               | 16               | -                | - | -                    | -                    | -                    |                      |                      |